# Liste von Guandi-Tempeln
Dies ist eine Liste von Guandi-Tempeln. Guan Yu wird als Kriegsgott unter dem Namen Guandi (關帝,  Guāndì) verehrt. 
Zu den drei großen Guan-Yu-Tempeln Chinas zählen das Guanling-Mausoleum (in Dangyang, Provinz Hubei), der Guandi-Tempel von Xiezhou (Yanhu, Provinz Shanxi) und der Guanlin-Tempel (Grab) (Stadtbezirk Luolong von Luoyang in Provinz Hebei).
Die folgende Übersicht enthält überwiegend chinesische Tempel, aber auch einige aus anderen Ländern.

## Übersicht
Mit Sternchen (*) gekennzeichnete Tempel stehen auf der chinesischen Denkmalsliste. In Klammern wird die übliche chinesische Bezeichnung in Pinyin-Schreibung angegeben. Die Liste ist nach der chinesischen Bezeichnung (in Klammern) alphabetisch sortiert. 
- Guangdi-Tempel von Changping (Changping Guandi miao 常平关帝庙)* (Yuncheng)
- Guandi-Tempel auf der Insel Dongshan (Dongshan Guandi miao 东山关帝庙)*
- Guandi-Tempel von Fengshan (Fengshan Guandi miao 凤山关帝庙) (Fengning)
- Guandi-Tempel von Guangrao (Guangrao Guandi miao 广饶关帝庙) (Haupthalle)*
- Guan Kwong Temple of America (Meiguo Niuyue Guandi miao 美国纽约关帝庙) (in New York)
- Guanlin (Guanlin 关林)*
- Guanling-Mausoleum (Guanling 关陵)*
- Guanwang-Tempel (Guanwang miao 关王庙)* (in Yangquan)
- Guanwang-Tempel von Dingxiang (Dingxiang Guanwang miao 定襄关王庙)*
- Guan Yue Miao (Guan Yue Miao 关岳庙)*
- Guandi-Tempel von Jingzhou (Jingzhou Guandi miao 荆州关帝庙)*
- Guandi-Tempel von Lhasa (Lasa Guandi miao 拉萨关帝庙)
- Guandi-Tempel von Longxiang (Longxiang Guandi miao 龙香关帝庙)*
- Guandi-Tempel von Bangkok (Mangu Wusheng miao 曼谷武圣庙) in Bangkok
- Wenwu-Tempel von Hongkong (Xianggang Wenwu miao 香港文武庙)
- Guandi-Tempel von Xiezhou (Xiezhou Guandi miao 解州关帝庙)*
- Xuchang Chunqiu lou (Xuchang Chunqiu lou 许昌春秋楼)
- Guandi-Tempel von Xuchang (Xuchang Guandi miao 许昌关帝庙)*
- Guandi-Tempel von Zhaili (Zhaili Guandi miao 寨里关帝庙) (Opferhalle (xiandian)*, Yuncheng)
- Wu-Tempel von Zhoucheng (Zhoucheng Wumiao 州城武庙)*
- Guandi-Tempel von Zhoukou (Zhoukou Guandi miao 周口关帝庙)*
- Wu-Tempel von Zizhong (Zizhong Wumiao 资中武庙)*
- Sidian Wumiao 祀典武庙 Großer Guandi-Tempel, Tainan, Taiwan
- Guandi-Tempel von Dili, Osttimor